# Hans Gunnarsson
Hans Gunnarsson, född 4 mars 1966 i Finspång, är en svensk författare och manusförfattare. 
Gunnarsson, som är uppvuxen i ett arbetarhem i Finspång, har studerat på kulturvetarlinjen vid högskolan i Örebro och har bland annat arbetat som personlig assistent och nattportier. Han är gift och bor i Stockholm och Mellösa i Södermanland.
Gunnarsson skriver kortare noveller och romaner i realistisk stil och anses som en av Sveriges mest framstående novellister. Han debuterade 1996 med novellsamlingen Bakom glas. Mest omtalad är novellsamlingen Februari och novellen "Skoda".
Tillsammans med Mikael Håfström har han skrivit manus till långfilmen Leva livet, som bygger på de två  novellsamlingarna, och filmversionen av Jan Guillous Ondskan.
Gunnarsson romandebuterade 2003 med En jävla vinter och 2007 utkom hans tredje roman, Någon annanstans i Sverige som filmades i regi av Kjell-Åke Andersson 2011. 2015 publicerades hans mest sålda bok, romanen All Inclusive, som kom att följas av 2019 års Nattsida och 2023 års Död mans skugga. Trilogin har drag av noir och experimenterar med kriminalromanen, autofiktion och metaroman.

## Priser och utmärkelser
- 1997 – Katapultpriset för Bakom glas
- 2002 – Guldbagge för filmmanuset Leva livet
- 2002 – Ludvig Nordström-priset
- 2022 – Aniarapriset för novellsamlingen Bormann i Bromma
- 2025 – Samfundet De Nios Särskilda pris[4]

## Filmografi

### Som manusförfattare
- 2001 – Leva livet
- 2003 – Ondskan
- 2006 – Quinze
- 2007 – Arn – Tempelriddaren
- 2008 – Arn – Riket vid vägens slut
- 2008 – Pingpong-kingen (tillsammans med Jens Jonsson)
- 2011 – Någon annanstans i Sverige